# Praproče v Tuhinju
Praproče v Tuhinju je naselje v Občini Kamnik.

## Zgodovina
Prapreče spadajo med kraje, ki se kljub svoji odročni legi v starih listinah omenjajo zelo zgodaj. Že leta 1232 so namreč v tem kraju navedene tri kmetije, ki jih je ustanovitelj kamniškega meščanskega špitala poklonil oltarju Janeza Krstnika v Marijini cerkvi na Šutni. Ime kraja je navedeno le v nemški obliki kot Varen (od Farn v pomenu praprot). Da gre res za Prapreče in ne morda za Praprotno je razvidno iz urbarja omenjenega oltarja Janeza Krstnika iz let 1656/1663, kjer je navedeno, da so omenjene tri kmetije v Tuhinjski dolini v »Prabartschach«, v urbarju iz 1584 pa je isti kraj zapisan kot »Praprotisch«.